# Милош Обрадовић
Милош Обрадовић (Уб, 30. марта 1987) српски је фудбалски тренер и бивши фудбалер.